# Леотихида
Леотихида или Латихида (око 545. п. н. е. – 469. п. н. е.) био је спартански краљ од 491. до 476. п. н. е. Владао је Спартом током њеног учешћа у Грчко-персијским ратовима.

## Биографија
Леотихида је око 545. године рођен у Спарти. На власт је дошао уз помоћ свог агијадског савладара Клеомена I збацивши Демарата са престола. Те исте, 491. године п. н. е., придружио се Клеоменовој експедицији на Егину где је ухваћено десет талаца и предано Атини.
Његови односи са Егином су се поправили након Клеоменове смрти. Године 479. п. н. е. командовао је грчком флотом од 110 бродова која је освојила Егину и Делос, а потом подржала устанке на Хиосу и Самосу. Поразио је персијске поморске снаге у великој бици код Микале. Године 476. п. н. е. Леотихида је повео поход на Тесалију против Алеуада, краљевске породице која је сарађивала са Персијом. Поход је завршен тако што је спартански краљ примио мито. Због тога му је суђено када се вратио у Спарту. Осуђен је на изгнанство. Наследио га је унук Архидам ΙΙ. Леотихида је неколико година касније умро у изгнанству.